# Dungeon Twister
Dungeon Twister est un jeu de société de stratégie écrit par Christophe Boelinger, illustré par Wayne Reynolds et Thierry Masson et édité par Asmodée en 2004. Reprenant l'univers des jeux de rôle médiévaux fantastiques tel que Donjons et Dragons, il permet à 2 joueurs de s'affronter au cours de parties d’une heure environ.
La petite histoire, prétexte à la partie, raconte que les deux équipes d'aventuriers ont été téléportées dans un donjon complexe créé par l'Archimage, un sorcier très puissant ayant acquis l'immortalité, afin de combler son ennui, de l'amuser. Les malheureuses victimes devront soit tuer des personnages adverses soit traverser toutes les salles pour atteindre la zone de départ de l'autre équipe pour parvenir à s'échapper du donjon, pour gagner 1 point de victoire dans chaque cas. La première équipe qui remporte 5 points de victoire gagne la partie.

## Mécanisme de jeu
Les joueurs doivent constituer une équipe de 8 personnages et 6 objets (armes, armures, cordes, potions... dont ils pourront tirer parti au cours du jeu.). Ils placeront 4 personnages sur leurs réglettes de départs, (l'entrée du Donjon), les 4 autres personnages et les 6 objets seront placés dans les différentes salles du donjons. Les personnages correspondent aux archétypes habituels des classes de personnages des jeux de rôle médiévaux fantastiques. Chaque personnage est doté de caractéristiques et de capacités qui lui sont propres. Pour corser le déroulement des parties, les 8 pièces carrées du donjon peuvent pivoter sur elles-mêmes, changeant ainsi la configuration du labyrinthe.
En début de partie, chaque joueur tient 14 cartes en main : 9 cartes de combat, 3 cartes de saut et 4 cartes d’action qui offrent chacune 2 à 5 points d’action (PA). Chaque joueur à son tour, joue le nombre d’actions figurant sur sa carte qu’il est libre de répartir comme il le souhaite entre ses personnages vivants. Il existe 5 actions de base possibles dans un tour :
- Révéler l'une des 8 salles qui sont face cachée au début de la partie à condition qu'un de ses personnages ait un accès à cette salle.
- Faire pivoter une salle à condition de se tenir sur la case spéciale prévue à cet effet.
- Faire combattre un personnage en fonction des capacités de combat.
- Déplacer l'un des personnages en fonction de ses capacités de mouvement.
- Utiliser un objet (parchemin, anneau ou potion).

Une fois que toutes les salles sont révélées, le hasard n'intervient plus, et l'information est parfaite. En effet ce sont les valeurs des cartes de combat qui permettent de définir l'issue d'un affrontement, et chacun a le même ensemble initial de cartes. Cependant après chaque combat, le joueur défausse la carte de combat qu'il vient de jouer (sauf la "Combat +0") ce qui nécessite pour le joueur adverse de mémoriser les cartes déjà jouées pour anticiper les capacités de combat de l'adversaire. Par ailleurs, les combats sont résolus de manière simultanée, alors que le reste du jeu obéit au principe du tour par tour.

## Personnages et objets
- Cases
  - Fosse
  - Herse
  - Mécanisme de rotation
  - Mur
  - Zone de départ
- Personnages (le premier chiffre indique la valeur en déplacement du personnage et le second sa valeur en combat)
  - Le Clerc (4-2) : soigne un blessé sur une case adjacente.
  - Le Gobelin (4-1) : lorsqu'il sort du donjon, il rapporte 2 points de victoire au lieu d'un.
  - Le Guerrier (3-3) : brise les herses (elles ne peuvent être refermées une fois forcées).
  - Le Magicien (4-1) : jeteur de sorts ; c'est un personnage volant, il passe sur les fosses et au-dessus des ennemis.
  - Le Méchanork (3-2) : pivote une salle dans le sens qu'il veut.
  - La Passe-muraille (4-1) : passe à travers les murs
  - Le Troll (2-4) : peut régénérer durant son tour s'il est blessé.
  - La Voleuse (5-2) : passe et s'arrête sur les fosses et ouvre/ferme les herses.

- Objets
  - La Corde : permet de passer et s'arrêter sur les fosses exactement comme une voleuse.
  - L'Épée : augmente la valeur en combat d'un personnage de 1 en attaque.
  - L'Armure : augmente la valeur en combat d'un personnage de 1 en défense.
  - Le Trésor : lorsqu'un personnage sort du Donjon avec un trésor, il gagne un point de victoire supplémentaire.
  - La Potion de vitesse : procure 4 points d'actions au personnage qui la boit.
  - Le Bâton de boule de feu : utilisable uniquement par le Magicien il tue instantanément une cible dans sa ligne de vue.

## Un mélange de genre
Dungeon Twister est un jeu qui présente une forte dimension stratégique. Il emprunte au jeu de rôle pour l’ambiance et au jeu de cartes à collectionner pour les mécanismes de jeu mais nécessite beaucoup de pratique pour en maîtriser tout le potentiel, ce qui le rapproche plus du jeu de stratégie combinatoire abstrait ; il n'appartient toutefois pas à cette catégorie, car il recèle une part de hasard, même si elle est très réduite, ainsi qu'une dose de simultanéité dans les décisions.

## Extensions
Plusieurs extensions ont été éditées chez Asmodée :

### Paladins et Dragons
Paladins & Dragons (2004) est la 1re extension pour Dungeon Twister. Elle propose 8 nouveaux personnages et 5 nouveaux objets et de nouveaux pièges.
- Cases
  - Brume : bloque les lignes de vue.
  - Chute de pierre : élimine les personnages non volants qui y passent.
  - Crevasse : trou bloquant le passage (différent d'une fosse).
  - Fontaine de jouvence : soigne un personnage blessé sur une case adjacente.
  - Pentacle : 2 cases sur 2 ; donne 1PV au joueur seul sur le pentacle.

- Personnages
  - Le Dragon rouge (0-6) : crache des boules de feu dans sa ligne de mire ce qui a pour effet de tuer un ennemi instantanément.
  - L'Eclaireur elfe (7-1) : passe sur les fosses mais pas sur les crevasses.
  - Le Fantôme (3-0) : mort-vivant ; traverse tous les types de terrain ; ne peut pas transporter d'objets.
  - Le Golem (2-4) : brise les murs (3 dans la partie).
  - L'Illusioniste (4-1) : jeteuse de sorts ; place des illusions de fosses ou d'éboulis.
  - La Maître d'armes (3-3) ; voit la carte de combat adverse avant de choisir la sienne.
  - Le Paladin (4-3) : transporte jusqu'à 2 objets (ou 1 objets et 1 blessé ou encore 2 blessés).
  - Le Pickpocket (6-2) : vole un objet à un ennemi sur une case adjacente.

- Objets
  - L'Anneau de téléportation : téléporte le personnage vers une case vide d'une salle adjacente
  - Le Bouclier contrefeu : immunise aux boules de feu, au souffle du dragon rouge et aux chutes de pierres.
  - Le Parchemin de charme : prend le contrôle d'un personnage ennemi et lui fait effectuer 3 actions valides.
  - La Tueuse de dragon : +4 en combat contre un dragon ; élimine les dragons au lieu de les blesser
  - La Clé : ouvre/ferme les herses
  - La Corde : permet de franchir les fosses et les crevasses

### 3/4 joueurs
3/4 joueurs(2005) : cette extension permet de faire s'affronter jusqu’à quatre équipes dans le même donjon. Elle contient les personnages du jeu de base en rouge et en vert ainsi que 8 nouvelles salles à peu près similaires (à savoir des salles ayant pour obstacles uniquement des fosses et des herses).

### L'Eau & le Feu
L'Eau et le Feu (2005) est la 3e extension pour Dungeon Twister. Elle propose 8 nouveaux personnages et 5 nouveaux objets, liés aux éléments feu et eau et à la magie.
- Cases
  - Bibliothèque : permet de récupérer aléatoirement un parchemin se trouvant face cachée sur une des 4 cases de la bibliothèque.
  - Eau : nécessite 1 PA pour entrer dans une case d'eau et 1 PA pour en sortir ; aucun objet ne peut y être transporté.
  - Lave : aucun personnage ne peut entrer dans une case de lave ; un personnage tombant dans la lave meurt immédiatement.
  - Salle d'anti-magie : aucune magie ne fonctionne dans cette salle

- Personnages
  - L'Acrobate (5-2) : saute jusqu'à 2 cases d'obstacles adjacents sans utiliser de carte saut.
  - Le Barbare (4-3) : ne peut utiliser d'objets magiques (mais peut les transporter) ; gagne 1PV supplémentaire à l'élimination d'un jeteur de sort et dispose d'un point de combat supplémentaire contre ces derniers.
  - La Courtisane (3-0) : ne peut pas être attaquée ni ciblée par une boule de feu ou un souffle de Dragon rouge bien qu'elle puisse déclencher un combat.
  - L'Élémentaire d'eau (4-2) : se déplace dans l'eau librement ; +1 en combat dans l'eau ; immunisé aux boules de feu et souffle du dragon rouge. Il meurt instantanément s'il pénètre dans une case de lave.
  - L'Élémentaire de feu (4-2) : se déplace dans la lave ; +1 en combat dans la lave ; immunisé aux boules de feu et souffle du Dragon rouge. Il meurt instantanément s'il pénètre dans une case d'eau.
  - Le Magophage (4-2) : empêche toute magie d'agir sur sa case ainsi que ses 4 cases adjacentes.
  - Le Prophète (5-1) : jeteur de sorts ; regarde gratuitement une salle non révélée et les pions dessus, il repose alors la salle face cachée dans le sens qu'il veut.
  - La Télékinésiste (5-1) : jeteuse de sorts ; déplace de 5 case un objet dans la même salle qu'elle. Durant son déplacement, l'objet est considéré comme volant.

- Objets
  - L'Anneau de répulsion : repousse un personnage sur une case adjacente d'une case.
  - Les Bottes de 7 lieux : permet de parcourir 10 cases en volant.
  - Le Parchemin de reconstruction : reconstruit un objet défaussé ou sorti par un personnage.
  - Le Parchemin de confusion : pour un combat dans la même salle, l'adversaire doit jouer sa carte de combat au hasard.
  - La Clé : ouvre/ferme les herses.
  - La Corde : permet de passer/s'arrêter sur une fosse, une crevasse, une case d'eau ou de lave.

- Parchemins disponibles dans la bibliothèque
  - Le Parchemin de charme : charme un personnage dans la même salle et pouvant lui faire réaliser 3 actions valides.
  - Le Parchemin d'inversion : inverse le positionnement de 2 salles adjacentes.
  - Le Parchemin de confusion : voir plus haut.
  - Le Parchemin de reconstruction : voir plus haut.

### Puissances des Ténèbres
Puissances des Ténèbres (2005) est la 4e extension pour Dungeon Twister. Elle propose 8 nouveaux personnages, 2 "sous-personnages" et 6 nouveaux objets, liés aux forces des ténèbres.
- Cases
  - Ténèbres : qui doivent être révélées avec une torche (on place alors une tuile au hasard qui indique les cases de sol révélées).
  - Tombeau sacré : n'importe quel mort-vivant qui entre dans le Tombeau sacré meurt immédiatement.
  - Tombes : qui permettent de lever des zombies.
  - Support de torche : où l'on peut récupérer des torches.

- Personnages
  - L'Ange de lumière (5-1) : c'est un personnage volant ; compte comme ayant une torche.
  - Le Dragon mort-vivant (2-6) : mort-vivant ; peut régénérer durant son tour s'il est blessé.
  - La Goule (6-2) : mort-vivant ; peut transporter les blessés ennemis, elle rapporte 1 point de victoire supplémentaire par blessé ami ou ennemi sorti.
  - La Momie (3-4) : mort-vivant ; brise les herses ; elle est obligée de jouer sa carte "Combat +0" si elle est amenée à combattre contre un ennemi portant une torche.
  - Le Nécromancien (4-2) : jeteur de sorts ; crée des zombies à partir de blessés ou de tombes.
  - L'Ombre (4-2) : mort-vivant ; se déplace dans les ténèbres.
  - Le Spectre (4-0) : mort-vivant ; passe sans problèmes tout type de terrain. S'il veut marquer un point de victoire lorsqu'il sort du Donjon, il doit d'abord se réincarner en un personnage qui est blessé ami ou ennemi.
  - Le Vampire (4-2) : mort-vivant ; lorsqu'il tue un ennemi, sa valeur en combat augmente de 1 (c'est cumulable). Il peut se transformer en chauve-souris.

- Sous-personnages
  - La Chauve-souris (6-0) : personnage volant.
  - Les Zombies (3-2) : aucune capacité spéciale.

- Objets
  - L'Anneau de lumière : révèle gratuitement 5 cases de cases de ténèbres
  - La Croix sainte : tout mort-vivant pénétrant dans une case contenant une croix sainte meurt immédiatement.
  - Le Parchemin d'inversion : Inverse les places de 2 salles adjacentes.
  - La Torche : révèle gratuitement les cases de ténèbres adjacentes au personnage.
  - L'Anneau de faiblesse : maudit ; baisse de 1 la valeur en combat d'un personnage. N'importe quel personnage se retrouvant en possession d'un objet maudit doit le garder jusqu'à sa mort.
  - Le Boulet : maudit ; baisse de 1 la valeur en déplacement d'un personnage.
  - La Clé : ouvre/ferme les herses

### Mercenaires
Mercenaires (2006) est la 5e extension pour Dungeon Twister. Elle propose de nouvelles salles, de nouveaux personnages, de nouveaux objets sur le thème des mercenaires.
- Cases
  - Armureries : un personnage peut y piocher au hasard un objet parmi une épée, un katana, une tueuse de dragons, une épée à deux mains, un bouclier de sylvanite, un marteau de guerre runique et un boulet.
  - Brasiers : permettent de reforger son arme.
  - Colonnes : ce sont des obstacles absolument infranchissables hormis par le Fantôme et le Spectre.
  - Gouffres d'ultra-gravité : empêche de voler dans toute la salle.
  - Pièges : on peut marcher dessus mais si un joueur est sur la case du déclencheur, tous les pièges de la même couleur que ce dernier deviennent des fosses.

- Personnages
  - L'Ange sombre (5-2) : mort-vivant ; c'est un personnage volant
  - L'Arbalétrier (3-3) : peut une fois par tour attaquer à distance empêchant ainsi son adversaire de riposter.
  - L'Assassin (4-2) : lorsqu'il gagne un combat, son ennemi est tué immédiatement.
  - La Berserk (3-3) : peut jouer si elle en a envie 2 cartes combat au lieu d'une (uniquement en attaque). Cette capacité ne fonctionne pas en combat groupé.
  - Le Dragon doré (3-6) : visible dès la phase de placement des pions. Lorsqu'il est révélé, un trésor neutre est placé sur sa case. Il rapporte deux points de victoire s'il est tué.
  - Le Général (3-2) : procure un bonus de +1 en attaque et en défense à tous ses alliés dans la même salle que lui.
  - Le Nain tueur de trolls (2-4) : brise les herses ; s'il blesse un troll, il lui supprime son pouvoir régénérant.
  - Le Samouraï (4-3) : peut attaquer gratuitement une fois par tour

- Objets
  - Le Bouclier de sylvanite : confère un bonus de +1 en défense et permet de passer sous les chutes de pierres.
  - L'Épée à deux mains : confère un bonus de +2 en attaque mais nécessite un PA supplémentaire pour s'en servir.
  - Le Katana : le personnage qui le porte peut attaquer gratuitement.
  - La Potion de force : le personnage peut la boire gratuitement. Elle confère un bonus de +3 en attaque et en défense et peut être bue au tour de l'adversaire.
  - Le Marteau de guerre runique : confère un bonus de +1 en attaque en +2 si c'est un nain tueur de troll qui s'en équipe.
  - La Clé : ouvre/ferme les herses
  - La Corde : permet de passer/s'arrêter sur les fosses, crevasses, la lave et l'eau.

### À Feu & à Sang
À Feu & à Sang (2006) est la 6e extension pour Dungeon Twister. Elle propose huit nouvelles salles, et les personnages de Paladins & Dragons et de L'Eau & le Feu en version rouges et verts pour 3/4 joueurs.

### Créatures sylvestres
Créatures sylvestres (2007) est la 7e extension pour Dungeon Twister. Elle propose 8 nouveaux personnages et 6 nouveaux objets, sur le thème des elfes et autres créatures des arbres, liés aux forces de la nature.
- Cases
  - Arbres : dans lesquels on peut monter (ou se dissimuler pour les elfes)
  - Lianes : où l'on peut récupérer des cordes
  - Meurtrières : qui permettent de tirer en toute sécurité.
  - Passages secrets : visibles seulement par les elfes

- Personnages
  - L'Araknis (4-3) : créé des murs de toile (trois par partie).
  - L'Archer elfe (4-2) : tire à distance une seule fois par tour. Ne peut déclencher de combat si un personnage ennemi se trouve sur une case adjacente à la sienne.
  - Le Bûcheron (3-3) : coupe les arbres. Si un personnage se trouvait dans l'arbre, il devient blessé. Si c'était un personnage blessé, il meurt immédiatement.
  - Le Druide (4-1) : jeteur de sort ; crée des lianes et un mur de ronces.
  - L'Élémentaire de pierre (3-8) : brise les herses ; ne peut déclencher de combat, bien qu'il puisse être attaqué.
  - L'Enchanteresse elfe (5-1) : jeteuse de sorts ; enchante un arbre dans sa ligne de vue pour le rendre vivant. L'arbre enchanté procure alors un bonus de +2 en combat à quiconque se trouvant dans l'arbre.
  - Le Piège vivant (5-2) : se transforme en fosse. S'il veut se retrouver sa forme humanoïde, il doit le faire gratuitement au tour de l'adversaire.
  - Le Pondeur (3-2) : crée jusqu'à 3 rampeurs

- Sous-personnages
  - Les Rampeurs (2-1) : aucune capacité spéciale.

- Objets
  - La Scie à vapeur : ne peut être portée que par un personnage ayant une valeur en combat de 3 ou plus. Elle permet de couper les arbres et procure une valeur de +1 en combat. Un bûcheron équipé d'une scie à vapeur peut couper les arbres gratuitement.
  - L'Anneau de pétrification : fige les personnages qui passent en ligne de vue.
  - L'Amulette de vision elfique : permet de voir comme un elfe.
  - Le Parchemin de lévitation : fait voler le porteur ou un personnage allié présent dans la salle.
  - L'Orbe de paix : empêche tout combat pendant un tour. Peut être joué au tour de l'adversaire gratuitement.
  - L'Arbalète : permet de combattre à distance comme un archer elfe et un arbalétrier.

### Terres de glace
Terres de glace (2007) est la 8e extension pour Dungeon Twister. Elle propose 8 nouvelles salles, 8 nouveaux personnages, de nouveaux objets, sur le thème de la glace et des créatures des neiges.
- Cases
  - Miroir de glace : réfléchit la ligne de vue
  - Pente de glace : ne peut être franchie que dans un sens. Sépare 2 cases adjacentes (pas de combat ni de soins à la fontaine de jouvence située de l'autre côté), ne peut être franchie par une corde ou un saut. Ne bloque pas la ligne de vue et peut être survolée.
  - Sol enneigé : sol normal sauf que les bêtes y gagnent un point de combat (yéti, élémentaire de glace, Mammouth, dragon de glace, loup-garou transformé).
  - Torche murale : on peut y prendre une torche pour 1 PA. Les torches peuvent faire fondre la glace ou dégeler un personnage.
- Personnages
  - Le Dragon de glace (2-5) : peut geler un personnage en ligne de vue, prestigieux.
  - L'Élémentaire de foudre (4-1) : tir à distance, peut voler.
  - L'Élémentaire de glace (4-1) : gèle les sols d'eau, et se déplace librement sur l'eau, ne peut être gelé.
  - Le Loup-garou (4-2/4) : se transforme en loup-garou lorsque la carte 5 actions est jouée ; il passe alors à 4 points de combat et s'il était blessé, il se régénère.
  - Le Maître des bêtes (4-2) : peut prendre le contrôle des bêtes.
  - Le Mammouth (2-4) : visible durant la mise en place, brise les herses, déracine les arbres.
  - La Sorcière des glaces (5-1) : jeteuse de sorts, peut porter 2 objets
  - Le Yéti (3-3) : peut remonter les pentes de glace
- Objets
  - Le Parchemin de glace : 2 possibilités : geler jusqu'à 8 cases d'eau adjacentes ou geler un personnage en ligne de vue.
  - La Hache à 2 mains : Elle permet de couper les arbres pour 1 PA et procure une valeur de +1 en combat si son utilisateur ajoute 1 PA à son attaque.
  - La Potion de vie : un personnage blessé peut y boire durant son tour pour 0 PA.
  - L'Anneau chaotique : Permet de changer la référence de la roue sur laquelle on se trouve en en désignant une autre de son choix.
  - Le Tapis volant : Objet maudit, permet de faire voler son porteur pour un coût d'une carte de combat (autre que 0) par utilisation.

## Dungeon Twister Prison
Une importante extension a été publiée chez Ludically au second trimestre (2009). Cette extension est la seconde édition du jeu de base : on peut donc jouer en possédant seulement cette extension, même si elle est compatible avec toutes les autres.
Cette extension inclut surtout un mode de jeu en solo, grâce à un nouveau système qui permet de jouer aussi pour l'adversaire. Chaque PNJ (personnage non-joueur) bénéficie d'une personnalité unique, fondée sur un algorithme de priorités. En fait, le joueur réfléchit pour l'adversaire à ses différentes possibilités puis c'est la personnalité du PNJ qui choisit quoi jouer. Il existe 6 niveaux de difficulté croissante pour le mode solo.
En plus des habituels 16 nouveaux pions de personnage, l'extension contient également des figurines de ces 16 pions.
La boîte de cette extension est conçue pour pouvoir ranger et trier plusieurs autres extensions à l'intérieur, ainsi que les autres éléments nécessaires à une partie — les cartes, les réglettes départ, les figurines, les paravents, etc.

### Histoire de la V2

#### Salles, Personnages & Objets
- Nouvelles cases par rapport à la première édition
  - Meurtrières : qui permettent de tirer en toute sécurité.
- Personnages
  - Le Colosse (2-5) : brise les herses.
  - Le Télépathe (3-0) : peut choisir la carte de combat adverse lors d'un combat 1 contre 1.
  - Le Hurleur (4-1) : peut répulser un personnage
  - La Traitresse (4-2) : augmente sa force lors des combats groupés et ouvre/ferme les herses.
  - L'Homme-serpent (6-2) : peut traverser une meurtrière.
  - Le Magicien (4-1) : jeteur de sorts ; c'est un personnage volant, il passe sur les fosses et au-dessus des ennemis.
  - Le Clerc (4-2) : soigne un blessé sur une case adjacente.
  - Le Méchanork (3-2) : pivote une salle dans le sens qu'il veut.

- Objets
  - La Corde : permet de passer et s'arrêter sur les fosses exactement comme une voleuse.
  - La clé : ouvre/ferme les herses
  - Le bâton de boule de feu : utilisable uniquement par le Magicien il tue instantanément une cible dans sa ligne de vue.
  - La Lance télescopique : permet d'attaquer au corps à corps un adversaire situé à une case de distance ou situé derrière une meurtrière.
  - Le Grand bouclier : permet d'être protégé des tirs à distance (archer elfe, arbalétrier, arbalète et arc).
  - L'Arc : permet de combattre à distance comme un archer elfe et un arbalétrier.

## Ligue Internationale de Dungeon Twister LIDT
Le 12 septembre 2007, la Ligue Internationale de Dungeon Twister a été créée sous le statut d'association française loi 1901 (publication au Journal Officiel du 6 octobre 2007.)
Ses objectifs sont :
- promouvoir une dynamique ludique et artistique dans le cadre du jeu Dungeon Twister ;
- coordonner et soutenir l’action de ses membres dans le cadre du jeu Dungeon Twister.

### Compétitions nationales et internationales
Des compétitions de Dungeon Twister sont organisées en France et à l'étranger par les arbitres officiels et responsables régionaux de la Ligue Internationale de Dungeon Twister (LIDT). Les championnats nationaux et les compétitions internationales sont ouverts à tous les participants quels que soient leur nationalité et leur niveau. Le titre de "Champion de France" a ainsi été attribué en 2005 à Illia Racunica. Le Championnat de Belgique, organisé à Bruxelles en mars 2006, a été remporté par François Sansot. Enfin, le titre de "Champion du Monde" a été attribué en 2006, à l'occasion de la première édition de la Gen Con Paris, à Florian Vacheresse.
Le premier éditeur, Asmodée, tenait par ailleurs un classement de type ELO sur le site officiel du jeu. L'enregistrement des tournois sur ce site s'est interrompue depuis mai 2007. Depuis janvier 2009, avec la sortie de la seconde édition de Dungeon Twister, le classement LIDT est le nouveau classement officiel. Ce classement est tenu par la Ligue Internationale de Dungeon Twister sur leur site officiel.

#### Compétitions internationales
Les rendez-vous internationaux sont actuellement en Europe, il s'agit de la coupe des 3 nations depuis 2008 et du championnat du monde depuis 2006. Un 3e rendez-vous devrait voir le jour sur le continent américain.

##### Championnat du monde
2013 :  Arnaud Fresnel
2012 :  Ansgar Ludwig
2011 :  Christian Freidl
2010 :  Christian Freidl
2009 :  Fabrice Wiels
2008 :  Florian Vacheresse
2007 :  Mickaël Bonnefoy
2006 :  Florian Vacheresse

##### Coupe des Trois Nations
2013 :  Pascal Brulein
2011 : / Saskia Ruth/ Pascal Brulein
2010 :  Jan Oliver Noll
2009 :  Fabrice Wiels
2008 :  Pierre Schomus

#### Compétitions nationales
Les rendez-vous nationaux sont : le championnat du Québec depuis 2011, le championnat d'Allemagne depuis 2009 ; le championnat de Belgique depuis 2006 ; le championnat de France depuis 2005. En 2012 aura lieu le 1er championnat National Eastern des USA;

##### Championnat duQuébec
- 2011 :  D. Anglehart

##### Championnat d'Allemagne
- 2013 :  Brian Zeltsch
- 2012 :  Jérôme Jambert
- 2011 :  Xavier Heeren
- 2010 :  Mario Krone
- 2009 :  Pierre Schomus

##### Championnat deBelgique
- 2010 :  Saskia Ruth
- 2009 :  Pierre Schomus
- 2008 :  Saskia Ruth
- 2007 :  Nicolas Buckens
- 2006 :  François Sansot

##### Championnat deFrance
- 2011 :  Alexandre Bern
- 2010 :  Xavier Heeren
- 2009 :  Illia Racunica
- 2008 :  Arnaud Fresnel
- 2007 :  Florian Vacheresse
- 2006 :  Christophe André
- 2005 :  Illia Racunica

##### Coupe deFrance
- 2006 :  Jerome Aldebert

### Classement Officiel de la Ligue International de Dungeon Twister
Depuis le 1er janvier 2009, un classement officiel des joueurs de Dungeon Twister est mis en place par la LIDT international. Le classement officiel LIDT est basé sur le principe du cumul des points LIDT alloués pour la participation à un tournoi. Le calcul s’effectue sur base des points accumulés pendant les douze mois qui précèdent la date de calcul du classement. Le classement est mis à jour une fois par mois.

#### Calcul de l’allocation de base des points LIDT
L'allocation de base d'un tournoi dépend du plus élevé des deux nombres suivants :
- Nombre de Joueurs
  - de 8 à 15 joueurs → 1 pt
  - de 16 à 31 joueurs → 2 pts
  - de 32 à 63 joueurs → 4 pts
  - au-delà de 64 joueurs → 6 pts

- Type de tournoi
  - Open → Minimum 2 pts
  - National → Minimum 4 pts
  - International → Minimum 6 pts

Les Open les plus réputés sont actuellement : le Diplonam, l'Open de Chartres, l'Open Européen de Cannes, l'Open d'Orléans. De nouvelles villes tentent d'organiser leur Open : Mérignac, Le Mans, Cologne, et Lyon

#### Calcul des points LIDT alloués aux participants
Tous les participants gagnent l’allocation de base multipliée par un coefficient multiplicateur calculé de la
façon suivante :
5 + (5 x nombre de parties gagnées) + (2 x nombre de matchs nuls)
Un joueur qui n'a gagné aucune de ses parties reçoit donc toujours l'allocation de base multipliée par 5.
Le vainqueur qui a gagné toutes ses parties multiplie encore le résultat par deux.
Pour faire simple, un joueur participant à un championnat du monde gagnera minimum 30 points LIDT, un joueur participant à un championnat national gagnera minimum 20 points LIDT si ce championnat compte moins de 64 compétiteurs, un joueur participant à un tournoi local gagnera minimum 5 points si celui-ci compte moins de 16 participants.

### Les classements

#### Les trois premiers joueurs en fin d'année depuis 2009
| 2012 | Ludwig Ansgwar 244 PTS   | Christian Freidl 240 PTS | Jérôme Jambert 200 PTS              |
| 2011 | Christian Freidl 606 PTS | Saskia Ruth 580 PTS      | Fabrice Wiels 480 PTS               |
| 2010 | Christian Freidl 706 PTS | Xavier Heeren 460 PTS    | Saskia Ruth & Fabrice Wiels 410 PTS |
| 2009 | Fabrice Wiels 1100 PTS   | Pierre Schomus 762 PTS   | Christian Senksis 510 PTS           |

#### Chronologie des numéros un depuis janvier 2009
| octobre 2012 à ce jour        | Ludwig Ansgwar   |
| octobre 2010 - septembre 2012 | Christian Freidl |
| octobre 2009 - septembre 2010 | Fabrice Wiels    |
| juillet 2009 - septembre 2009 | Pierre Schomus   |
| février 2009 - juin 2009      | Fabrice Wiels    |